# جريده مصر اليوم
جريدة مصر اليوم جريدة إلكترونية تختص في جمع الأخبار من جميع المصادر والصحف الأخرى. تتسم بأسلوب ساخر يتناسب مع طبيعة الشعب المصري بحسب أقوال مؤسسي الجريدة.